# Коштерак
40°38′51″ пн. ш. 72°38′48″ сх. д. / 40.64750° пн. ш. 72.64667° сх. д.
Коштепа (узб. Қўштепа, Qoʻshtepa) — міське селище в Узбекистані, в Джалакудуцькому районі Андижанської області.
Розташоване у Ферганській долині, на правому березі річки Акбури.
Населення 3,3 тис. мешканців (1986). Статус міського селища з 2009 року.